# Reginald A. Fessenden House
Das Reginald A. Fessenden House ist das ehemalige Wohnhaus des Erfinders und Rundfunkpioniers Reginald Fessenden in Newton im Bundesstaat Massachusetts der Vereinigten Staaten. Seit 1976 ist es als National Historic Landmark im National Register of Historic Places eingetragen.

## Beschreibung
Das Haus ist architektonisch nicht bedeutsam. Es diente Reginald Fessenden von 1919 bis zu seinem Tod im Jahr 1932 als Wohnhaus und ist heute nicht öffentlich zugänglich. Fessenden wechselte häufig den Wohnort und besaß außerdem ein Haus auf den Bermudas, in dem er im Alter viel Zeit verbrachte und wo er auch starb. Sein Hauptwohnsitz blieb aber ab 1919 sein Haus in Newton, was den längsten Zeitraum darstellt, den er am selben Ort wohnte.
Reginald Fessenden besaß über 500 Patente und gehörte damit weltweit zu den führenden Patentinhabern. Er begann seine Karriere 1886 als Produkttester bei Edison Machine Works in New York City. Nach kurzer Zeit wurde Thomas Alva Edison persönlich auf ihn aufmerksam und ernannte ihn zum Chefchemiker. In den folgenden drei Jahren entdeckte Fessenden ein Isoliermaterial, das zugleich flexibel und feuerfest war.
1890 wechselte er als Chefelektriker zur Westinghouse Electric & Manufacturing in Pittsfield, Massachusetts. Zwei Jahre später nahm er eine Professur für Elektrotechnik an der Purdue University an, nur um ein Jahr später dem Ruf der damaligen Western University of Pennsylvania zu folgen und dort den Lehrstuhl für Elektrotechnik zu übernehmen. 1900 verließ er das akademische Umfeld und nahm eine Stelle am damaligen United States Weather Bureau an, um sich der Erforschung drahtloser Telegrafie zu widmen.
Wiederum zwei Jahre später kündigte er, um die National Electric Signalling Company zu gründen und dort als Chefingenieur zu arbeiten. In diese Zeit fällt seine bekannteste Erfindung, die drahtlose Übertragung von Sprache und Musik. 1910 wurde er von den Geldgebern der Gesellschaft gekündigt und arbeitete fortan hauptsächlich als selbstständiger Erfinder.
Trotz zahlreicher Erfindungen, die er zwischen 1910 und 1928 machte, lebte er in dieser Zeit am Rand der Armut. Erst 1928 gewann er einen langjährigen Rechtsstreit mit der National Electric Signalling Company um die Nutzung seiner Patente, was seine finanzielle Situation signifikant verbesserte.